# Parabothus filipes
Parabothus filipes is een straalvinnige vissensoort uit de familie van botachtigen (Bothidae). De wetenschappelijke naam van de soort is voor het eerst geldig gepubliceerd in 1997 door Amaoka, Mihara & Rivaton.
De soort komt voor in de westelijke Grote Oceaan, onder andere in de Koraalzee. De soort werd gevonden op een diepte tussen 300 en 330 meter.
De soort kan een lengte bereiken van 8,8 cm.
Op de Rode Lijst van de IUCN staat de soort als niet-bedreigd.